# 소기천

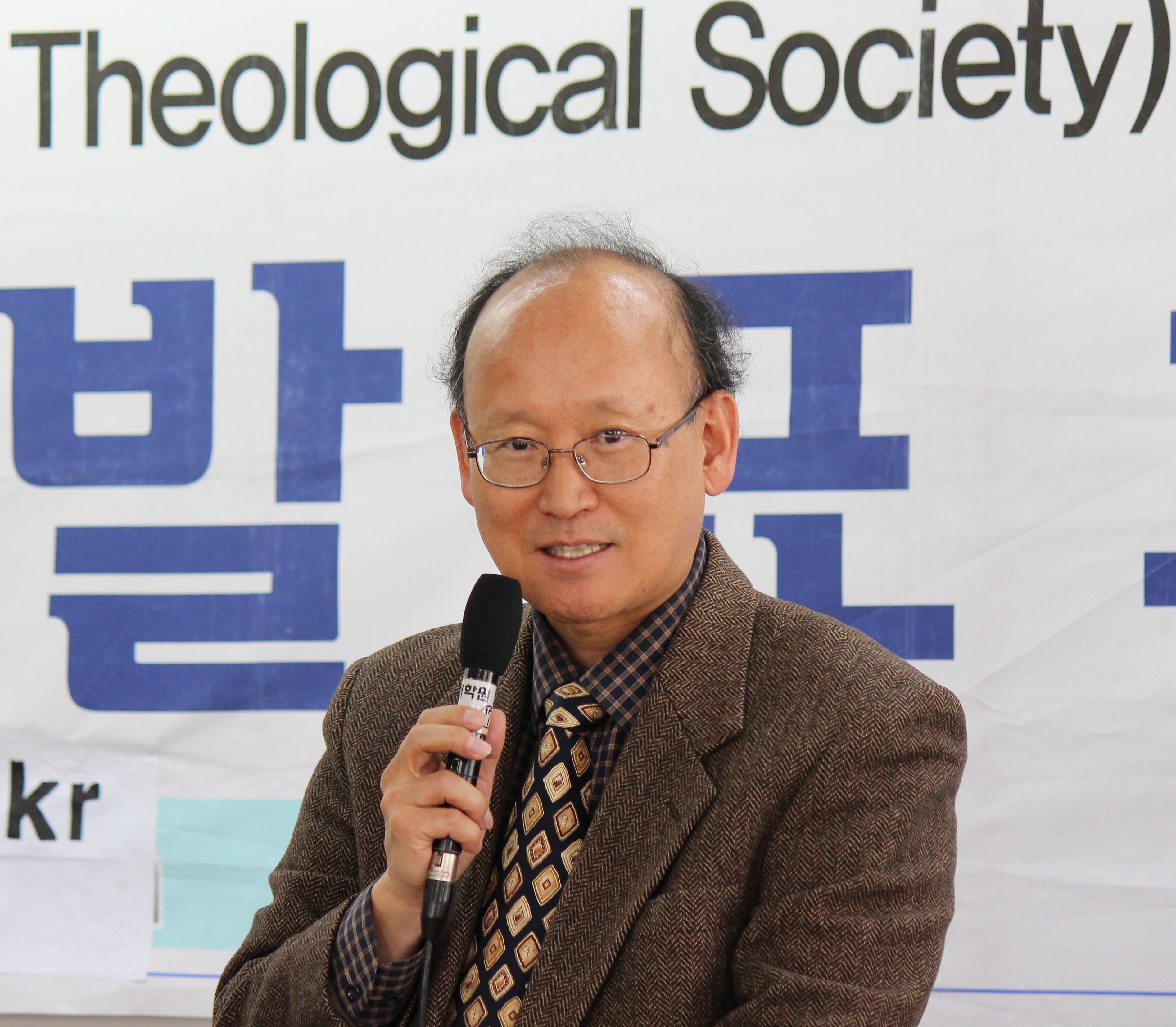
한국개혁신학회에서 광고를 하는 장로회신학대학교 소기천 박사

소기천(蘇基天, 1958년~)은 대한민국의 신학자이며 전 장로회신학대학교 신약학 학자이다.
미국 클레어먼트 신학교와 클레어먼트 대학교에서 불트만의 제자인 제임스 M. 로빈슨에게서 신약성서신학과 나그함마디 문서와 복음서를 공부했다. 1989년부터 세계성서학회(SBL)의 Q자료 분과인 국제 Q 프로젝트에 속해 있으며, 『예수말씀연구대조서(The Critical Edition of Q)』(2000)의 공동 집필자이며, 『예수말씀 문서(DOCUMENTA Q)』의필자이다. 예수말씀 문서(DOCUMENTA Q, Q자료) 분야에서 세계적인 권위자이다.
2017년 안식일과 예수의 신학의 관계를 연구한 <Jesus in Q>를 출판했다. 신 해석학의 권위자 푹스와 에벨링 연구를 했으며 현재 예수말씀연구소(Jesus Sayings Hub) 소장이며, 한국개혁신학회 부회장을 역임했으며, 종교개혁 500주년 공동학술대회 준비위원이었다. 현재는 장로회신학대학교에서 성서학연구원장과 성지연구원장이며 예루살렘성지연구소의 소장이며 1997년에 보수적인 학자들이 모여서 전국규모의 학회로 발전시켜서 한국연구재단의 등재지인 한국개혁신학으로 그 학문성을 존중 받고 있는 한국개혁신학회의 회장을 역임하였다.
한국개혁신학 지는 2023년 10월에 한국연구재단의 학술지 지원사업에 선정되어 출판비를 지원받음으로써 명실상부한 학회지로 발돋음하였다. 2024년 5월 11일 장신대에서 모인 한국개혁신학회 정기학술대회에서 James M Robinson 교수의 100주년기념학술대회를 성황리에 마쳤으며, 로빈슨 교수에게 헌정하는 <예수말씀에서 예수학교로>(통독원 2024년 5월 발간)를 통해 350년 스코틀랜드 정통 장로교 목사인 로빈슨 교수를 세계에 알렸다. 특히 로빈슨 100주년 학술대회에서 미국 클레어먼트에서 Nicola Denzey Lewis 교수가 "James M Robinson, Nag Hammadi, and Gnosticism"이란 주제로 강연을 하였다.

## 학력
- 장로회신학대학교 신학과(Th.B.)
- 연세대학교 대학원(Th.M.)
- 장로회신학대학교 신학대학원(M.Div.)
- 미국 Claremont 신학교(M.A.T.S.)
- 미국 Claremont 대학원(Ph.D.)

## 생애
소기천 1958년 6월 10일 경기도 용인 출생하였다. 현재 민속촌에서 400년 대대로 살아온 신앙의 가문이다. 서울 영락교회에서 초. 중. 고. 대학 청년부까지 신앙생활하고 현재도 영락교회에 출석하고 있다. 5대째 장로 가정에서 태어나서 목회자가 되고 신학교수가 되었다. 그는 모친에 대한 효심이 지극한 것으로 알려져 있다. 3 자녀들 두고 있는데 딸 소은혜는 샌프란시스코 신학교(SFTS)에서 강의하였고, 2022년 8월 1일부로 버클리에 있는 패시픽 신학대학교(PSR)에서 신약학과 수사학 전임교수로 재직중이다. 한편 2023년 학부 신학과 입학생 중 1학년 필수수업인 신악성경 1, 2 수업을 거부하는 보이콧 사태가 있기도 하는 등 학교 내 평판은 크게 갈리는 중이다. 이는 소기천의 우파적 성향이 영향을 미친 것으로 보이며, 이는 학교 새벽기도 설교 중에 중국인을 '황충'에 비유했던 발언과 차기 대선주자 민주당 이재명 대표가 암살되기를 기원한다는 발언을 통해 들어난다.

## 상훈
- 한국 칼빈주의자 및 개혁주의 기독교인 9인(7위) 선정 등재, FamousFix Lists[8]

## 저서
1. 예수말씀의 전승궤도. 서울: 대한기독교서회, 2000; 2쇄, 2005; 3쇄, 2010; 개정	증보판, 2011.
2. 하나님의 사랑과 세계선교. 장로회신학대학교 100주년 기념총서. 서울: 장로회	신학대학교출판부, 2001; 2쇄, 2009.
3. 신약성서개론: 한국인을 위한 최신연구(공저). 서울: 대한기독교서회, 2002; 2	쇄, 2004; 3쇄, 2006; 4쇄, 2008; 5쇄, 2010.
4. 로마서가 새롭게 보인다: 미리보기와 서사적 읽기. 서울: 땅에 쓰신 글씨, 		2003; 2쇄, 2005.
5. 예수말씀 복음서 Q 개론: 잃어버린 지혜문학 장르의 전승자료. 서울: 대한기	독교서회, 2004; 2쇄, 2007.
6. 현대에 들려오는 예수 이야기. 서울: 말씀과 만남, 2004.
7. 현대에 들려오는 성경 이야기. 서울: 말씀과 만남, 2005.
8. 한국 최초의 신학자 남궁혁의 로마서 강해(책임편집) 서울: 장로회신학대학교 	대학원 편집위원회, 2004.
9. 훅스와 에벨링: 해석학의 역사와 새로운 해석학. 서울: 살림출판사, 2006
10. 깨끗한 영성으로 기도하고 실천하기: 기도학교와 내러티브 성경공부. 서울: 예	수말씀연구소, 2009.
11. 히브리서: 인도자용(공저). 장로회신학대학교 신약성경교재 19. 서울: 장로회신	학대학교 출판부, 2009.
12. 히브리서: 학습자용(공저). 장로회신학대학교 신약성경교재 19. 서울: 장로회신	학대학교 출판부, 2009.
13. 성령의 능력으로 변화된 삶: 성령학교와 내러티브 성경공부(공저). 서울: 이레	서원, 2010.
14. 녹색의 눈으로 읽는 성서(공저). 기독교환경운동연대. 서울: 대한기독교서회, 	2002.
15. 마태복음: 인도자용(공저). 장로회신학대학교 신약성경교재 1. 서울: 장로회신	학대학교 출판부, 2011.
16. 마태복음: 학습자용(공저). 장로회신학대학교 신약성경교재 1. 서울: 장로회신	학대학교 출판부, 2011.
17. 요한계시록: 인도자용(공저). 장로회신학대학교 신약성경교재 27. 서울: 장로회	신학대학교 출판부, 2013.
18. 요한계시록: 학습자용(공저). 장로회신학대학교 신약성경교재 27. 서울: 장로회	신학대학교 출판부, 2013.
19. 이슬람교 바로알고 전도하기(공저). 서울: 대한예수교장로회총회 세계선교부 	이슬람교대책위원회, 2013; 2014 증보판.
20. 중국선교 100년과 김영훈(공저). 서울: 도서출판치유시대, 2013.
21. 신학자와 떠나는 신약여행. 서울: 생명나무, 2014.
22. 사도행전(공저). 구리: 사단법인 한국기독교교육연구원, 2014.
23. 한국교회를 빛낸 칼빈주의자들 (공저)
24. 기독교 입장에서 보는 이슬람 이해(공저). 서울: 대한예수교장로회총회 이슬람 교대책위원회, 2017.
25. 왜 학교에서 배운 것과 다를까?: 하나님께서 창조하신 남자와 여자(공저). 서 울: 한국장로교출판사, 2020.
26. 멘토로서의 교회지도자를 위한 말씀으로 기도하기(공저). 경기: 비전북, 2020.
27. 박영권, “소기천박사의 생애와 신학.” 한국의 신학자들. 서울: 아벨서원, 2021.
28. 성지답사와 이슬람 단기선교 안내서. 서울: 한국장로교출판사, 2023.
29. 예수말씀에서 예수학교로. 서울: 통독원, 2024.

## 외국어논문과 저서
1. “Jesus' Understanding of Spirit," Korean Journal of Theology 2 (2000): 		52-69.
2. “Jewish Influences on Gnosticism in the Apocalypse of Adam,” Korean 		Presbyterian Journal of Theology. Vol. 1 No. 1 (May 2001): 49-74.
3. “A Tradition-History Development of the Meals,” Korean	Presbyterian 		Journal of Theology. Vol. 2 (May 2002): 33-47.
4. “The Eschatology of the Q Community,” Korean New Testament Studies: 	Journal of the New Testament Society of Korea. Vol. 9 No. 3 (Autumn 	2002): 619-636.
5. “Dating Q Regarding to the Community Rules in Jesus' Inaugural 		Sermon.” Korean	Presbyterian 	Journal of Theology. Vol. 3 (May 		2003): 32-65.
6. "Jewish Mission and Gentile Mission in the New Testament." Mission and 	Theology 12 (2003/12): 350-365.
7. "The God of Jesus, the Q Community, and the Gospel of Luke." Korean		Presbyterian 	Journal of Theology. Vol. 5 (May 	2005): 9-27.
8. "The Sabbath and the Synoptic Problem." Theological Forum. Vol. 43 		(2006. 2): 767-782.
9. “Christological Insights: Between the Psalms of Solomon and the Sayings 	Gospel Q (1).” Korean Presbyterian Journal of Theology. Vol. 6 (May 	2006): 31-54.
10. “A Theological and Anthropological Understanding of Creation: on the 		Focus of Genesis 1-2.” 깊은 말씀 맑은 가르침: 청훈 강사문 교수 정년		퇴임 기념논문집(서울: 땅에쓰신글씨, 2007), 414-427.
11. “Christological Insights: Between the Psalms of Solomon and the Sayings 	Gospel Q (2).” Korean Presbyterian Journal of Theology. Vol. 7 (May 	2007): 3-39.
12. “A Study of Thomas Christianity." Korean Presbyterian Journal of 		Theology. Vol. 8 (May 2008): 25-46.
13. Book Reviews / Horizons in Biblical Theology 31 (2009) 12-14. Language, 	Hermeneutic, and History: Theology after Barth and Bultmann. By 		James M. Robinson. Eugene, Oregon: CASCADE Books, 2008. Pp. 249.
14. “James M. Robinson's Impacts on Korean New Testament Scholarship,” 		Korean Presbyterian Journal of Theology. Vol. 9 (2009): 23-52.
15. "Recent Trends in the Study of the Historical Jesus in Korea." The 		Historical Jesus around The World. Edited by Chrystian Boyer. 		Montreal: FIDES, 2009.
16. “Religion and Science: 4 Different Ways to Solve Its Relationship.” Journal 	of Asian and Asian American Theology 11(2013): 118-139.
17. “An Inter-textual Study on the Narrative of the Raising of the Widow's 	Son from Nain (Luke 7:11-17).” 교회와 신학 제78집(2014년 2월): 		67-86.
18. “Q 14:5 and the Sabbath Controversy.” 개혁주의 이론과 실천 제7호(20014): 	199-230.
19. “Dr. Professor James M. Robinson’s Visitations to Korea: For Robinson’s Special  Occasion at His 90th Birthday(제임스 M. 로빈슨 교수의 한국방문: 로빈슨의 90 회 생신을 기념하여).” 예수말씀연구 제3권(한국Q학회 편, 2014년): 1-17.
20. “初期韓國敎會の 勸書制度と勸書人 蘇堯翰 長老.” 神學 76号 東京神學大學神 學會(2014 敎文館): 182-194.\
21. “A Study of the Jewish Sabbath.” 교회와 신학 제79집(2015년 2월): “A Study of the Sabbath Institutions and Observances.” 교회와 신학 제80집(2016년 2월): 65-82.
22. JESUS IN Q (Eugene, OR: Wipf & Stock, 2017).[9]
23. “A Study of O’s Canonicity in Tradition and Überlieferung: A New   Interpretation on Q 3 and Q 4.” Canon & Culture 제16권 1호(2022년   봄): 75-106.

## 번역
1. “오늘날 교회안에 있어서의 성서(B. W. Anderson).” 신앙과 신학 1(1980): 		97-103.
2. “예수말씀 복음서 Q.” 성경원문연구 5(1999년 8월): 140-167.
3. “사례연구.” 신학의 역사(Alister McGrath 저). 서울: 지와 사랑, 2001; 2쇄 		2005.
4. 평화의 의미(The Meaning of Peace). 서울: 장로교출판사, 2003.
5. 마가복음(Mark, Lamar Williamson 저). 서울: 장로교출판사, 2001.
6. “「예수 말씀의 대조연구서」를 어떻게 사용할 것인가?(How Do We Use 		the Critical Edition of Q?).” 성경원문연구 제9호(2001년 8월): 142-166.
7. 기쁜 소식: 누가복음(2002 월드컵 축구 전도책자). 서울: 대한성서공회; 동경: 	일본성서협회, 2002
8. “21세기에 이론과 실천을 통합하는 신학교육(Robin Gill).” 21세기의 신학교육 	(서울: 장로회신학대학교 출판부, 2002), 85-106.
9. "바울(Rudolf Bultmann)." 신약논단 제10권 제3호(2003년 가을): 723-771.
10. "예수에게 들려 온 음성: 신약성서에 나타난 시편 사용(Harold W. Attridge)." 	장신논단 제20권 (2003년 12월): 561-575.
11. "석의를 사용하기: TRC 결과에 나타나 있는 '화해'와 '용서'에 관하여(Using 	Exegesis: On 'Reconciliation' and 'Forgiveness' in the Aftermatch of 	the TRC).
12. " 제4회 국제학술대회. 주제: 21세기 교회를 위한 신학의 사명- 	성경적 관점을 중심으로. 2004년 5월 19일. 장로회신학대학교 세계교회협	력센타: 113-131.
13. 현대적인 방법을 적용한 새로운 신약성서개론. P.J. 악트마이어, J.B. 그린, 		M.M. 톰슨 공저, 소기천 윤철원 이달 공역(서울: 대한기독교서회, 2004); 2	쇄, 2006; 3쇄, 2008; 4쇄, 2010.
14. "석의를 사용하기: TRC 결과에 나타나 있는 '화해'와 '용서'에 관하여(Using 	Exegesis: On 'Reconciliation' and 'Forgiveness' in the Aftermatch of 	the TRC).
15. " 21세기 교회를 위한 신학의 사명- 성경적 관점을 중심으로. 	서울: 장로회신학대학교 출판부, 2004: 114-130.
16. 역사적 예수에 대한 새로운 연구. 제임스 M. 로빈슨 저(파주: 살림출판사, 		2008).
17. Holaman Bible Atlas. 두란노 성서지도. 토마스 V. 브리스코 저(서울: 두란노, 	2008), 180-328.
18. 예수의 복음. 제임스 M. 로빈슨 저. 소기천 송일 공역(서울: 대한기독교서회, 	2009).
19. 요한계시록. 유진 M. 보링(서울: 한국장로교출판사, 2011).
20. “‘하나님은 왕이시다’라는 은유에 관한 연구(Ann Moore).” 개혁주의 이론과 	실천 제2집(2011년 12월): 201-223.
21. 신학적 방법을 적용한 새로운 바울연구개론. 마이클 고맨, 소기천 심상범 윤	철원 장동수 공역(서울: 대한기독교서회, 2014).
22. “누가복음과 사도행전이 어떻게 기록되었는가?” 스콧 스펜서(F. Scott   Spencer) 저. The Gospel of Luke and the Acts of the Apostles   (Nashville: Abongdon, 2008), the chapter 1. 예수말씀연구 제10권(한국Q 학회 편, 2017년): 90-127.
23. “왜 누가복음과 사도행전이 기록되었는가?-Why Were Luke and Acts   Written?” 스콧 스펜서(F. Scott Spencer) 저. The Gospel of Luke and  the Acts of the Apostles (Nashville: Abongdon, 2008), the chapter 2. 예 수말씀연구 제1권(한국Q학회 편, 2017년): 85-120.
24. 누가복음 사도행전. 스콧 스펜서(서울: 대한기독교서회, 2018).
25. 신학적 방법을 적용한 새로운 바울연구개론. 마이클 고맨, 박경미 소기천 윤 철원 장동수 공역. 개정증보판(서울: 대한기독교서회, 2021).

## 연구논문과 학술기고 같이 보기
- Q자료
- 예수 세미나